# Jaroslav Zahrádka
Jaroslav Zahrádka (* 13. listopadu 1963) je český pedagog, od roku 2009 ředitel gymnázia v Chomutově.

## Život
Od září 2009 je ředitelem Gymnázia, Chomutov, Mostecká 3000.
Jaroslav Zahrádka žije ve městě Chomutov.

## Politická kariéra
Ve volbách do Senátu PČR v roce 2018 kandidoval za ODS v obvodu č. 5 – Chomutov. Se ziskem 11,08 % hlasů skončil na 3. místě.